# 李燦然
李燦然（？—1654年），字伯弢，號任明，浙江处州府縉雲縣人。

## 生平
万历三十七年（1609年）己酉科浙江乡试举人，四十七年（1619年）己未科進士，四十八年授福建同安县知县，天啓四年（1624年）福建官兵破走红夷，焚其城献俘，福建巡抚南居益上捷奏，列名其上，五年四月考选，授福建道御史。疏荐许弘纲、何熊祥、潘汝祯等，下旨言官职在纠弹，以后不许妄举市恩。疏纠太仆寺少卿金士衡力救李三才，垂涎节钺，乞立斥之。五年九月，疏请储边才，广积粟，内参兵部左侍郎王国祯奉旨逾年，杳不赴任，视国事漠不相关，国祯削籍追夺诰命。六年五月，京师王恭厂火药自焚爆炸，上命西城御史李灿然查报，分别轻重，作速优恤。闰六月，疏参户部侍郎徐绍吉、职方郎中郑履祥等，寻奉命巡盐河东，以宁夏四路商籍生员之请，议择适中地方小盐池堡创立学宫。七年巡按山西，会同抚臣牟志夔、按臣刘弘化请于河东建魏忠贤祠，内有“丹心许国，精忠贯日，无双雅志，忧民伟代，参天第一”等语，祠名褒勋。又巡按宣大，崇祯继位，以欵贡卜石兔有劳，升一级，加太仆寺少卿。崇祯元年二月，疏请停免河东加派大工盐课。二年四月以阉党被削籍。
卒于顺治十一年。